# Жерихов, Николай Иванович
Николай Иванович Же́рихов (1870-е годы, Смоленск (?) — 5 октября 1916 года, Москва) — московский архитектор, яркий мастер эпохи модерна. Выходец из крестьян, не получивший полноценного архитектурного образования, не выступавший в профессиональной прессе, Жерихов в 1902—1915 годах был одним из самых востребованных московских архитекторов, построив за 12 лет 46 доходных домов в престижных районах города

## Биография
Жерихов — сын безземельных крестьян из-под Могилёва. Дата рождения его точно не установлена, неизвестно и полученное им образование — вероятно, он окончил Строгановское училище с квалификацией «учёного рисовальщика» (младшие братья Николая Жерихова сумели окончить МУЖВЗ). В 1890-е годы — преподаватель рисования. Путь Жерихова от малоизвестного рисовальщика до модного, преуспевающего архитектора — не изучен; вероятно, он состоял штатным архитектором при московском застройщике, инженере О. О. Вильнере. Первая же его постройка, в 1902 году — доходный дом Г. Е. Бройдо на Остоженке, 20 — знаковый для своего времени памятник раннего модерна (в 1990-е годы здание было реконструировано и утратило первоначальный декор). В последующем деятельность Жерихова остаётся связанной с фирмами Бройдо, Вильнера и Зайченко; строил он и для старомосковского купечества (дома Мальцевых в Басманной части). Архитектор жил в Москве в доме 10 по Дегтярному переулку (построен в 1891 году архитектором М. Г. Пиотровичем).
Постройки Жерихова принадлежат к модерну; в них не заметно ни влияние предшествовавшей эпохи эклектики, ни ретроспективизма предвоенных лет (исключение — псевдоклассический одноэтажный особняк Мануйлова на улице Достоевского, 19). Ряд его доходных домов в последнее десятилетие реконструирован, но большинство сохраняет первоначальный декор. Они сосредоточены в районах Арбата, Остоженки, Басманных улиц, отдельные строения — в Мещанской части. Только три жериховских дома признаны охраняемыми памятниками (в том числе изуродованный № 20 по Остоженке).
Вероятно, самый необычный из них — доходный дом Г. Е. Бройдо на углу Плотникова переулка и Малого Могильцевского (1907). Дом украшен десятками фигур в человеческий рост, в эротических сценах. В обликах некоторых сатиров угадываются Гоголь, Пушкин и Лев Толстой. Скульптор неизвестен (версия — Л. С. Синаев-Бернштейн, автор фриза «Парнас» на здании музея имени Пушкина); неизвестны и мотивы заказчика этого необычного дома (версия «старожилов» о том, что здесь размещался бордель — не верна).
Тремя годами позже архитектор повторил тот же приём — сплошные ленты из крупных скульптур — в декоре гимназии Флёрова (Мерзляковский переулок, 11), на этот раз без какой-либо эротики. Второе в своей карьере общественное здание — лечебницу профессора, выдающегося русского хирурга-уролога П. Д. Соловова — Жерихов построил незадолго до смерти, в 1914 году (современный адрес — Новый Арбат, 7). Первоначально П. Д. Соловов в 1913 году купил в Москве на Большой Молчановке участок земли и построил клинику с квартирой для семьи. Но Первая мировая война изменила планы, клиника была отдана под госпиталь для раненых. В советское время здесь размещался знаменитый роддом № 7 имени Г. Л. Грауэрмана.
Скончался от туберкулёза легких 5 октября 1916 года. Был похоронен на Ваганьковском кладбище.

## Проекты и постройки
- Доходный дом Г. Е. Бройдо (1902, Остоженка, 20), выявленный объект культурного наследия[5][сн 1];
- Расширение доходного дома (1903, Старая Басманная улица, 8);
- Доходный дом Г. В. Бройдо (1904, Второй Обыденский переулок, 13), объект культурного наследия регионального значения[5];
- Доходный дом Е. Чичулиной (1904, Большая Спасская улица, 5);
- Доходный дом О. О. Вильнера (1905, 1910, Старая Басманная улица, 12, строение 1, 2), ценный градоформирующий объект, выявленный объект культурного наследия[5];
- Доходный дом О. О. вильнера (М. Калиновского) (1905, Малый Афанасьевский переулок, 9/32 — Большой Афанасьевский переулок, 32/9), реконструирован в 1996 году Р. А. Асадовым; ценный градоформирующий объект[5];
- Доходный дом М. А. Мальцева (1905, Новая Басманная улица, 28);
- Дом С. И. Бусурина (1906, Грохольский переулок, 23);
- Дом М. И. Попова (1906, Воскресенский (?) проезд, 66/20);
- Дом Е. А. Климова (1906, 1908, Земляной Вал);
- Доходный дом (1906, улица Гиляровского, 5);
- Доходный дом (1906, Настасьинский переулок, 8);
- Дом В. А. Мешкова (1907, Арсеньевский переулок);
- Доходный дом Г. Е. Бройдо (1907, Плотников переулок, 4/5), объект культурного наследия регионального значения[5];
- Доходный дом (1908, Красная Пресня, 4);
- Доходный дом (1908, Старая Басманная улица, 6, во дворе);
- Дом Е. И. Афремовой (1908, Донская улица, 35), не сохранился;
- Дом М. И. Попова (1909, Самотецкий (?) переулок, 11), не сохранился;
- Доходный дом Г. Е. Бройдо (1909, Фурманный переулок, 9);
- Доходный дом З. М. Персиц (1909, Варварка, 14), ценный градоформирующий объект[5];
- Доходный дом П. П. Зайченко (1909, Спиридоновка, 28);
- Доходный дом Колчиной (?) (1909, Славянская площадь, 4, строение 2), ценный градоформирующий объект[5];
- Доходный дом (1910, Солянский тупик, 3);
- Доходный дом В. Ю. Плаксиной (1910, Мерзляковский переулок, 9);
- Мужская гимназия А. Е. Флерова (1910, Мерзляковский переулок, 11);
- Перестройка служебного здания во владении А. А. Левенсона (1910, Пречистенская набережная, 35);
- Доходный дом Е. А. Костяковой (1910, Пречистенка, 9);
- Доходный дом М. Страхова (1907, Второй Волконский переулок, 3);
- Доходный дом (1910, Большой Афанасьевский переулок, 26);
- Доходный дом Е. Д. Зайченко (1910, Второй Колобовский переулок, 12);
- Доходные дома С. М. и Э. М. Казарновских (1910—1911, Малый Могильцевский переулок, 4а, 4б);
- Доходный дом А. М. и В. Ф. Ворошиловых (1911, Померанцев переулок, 9);
- Доходный дом П. П. Зайченко (1911, Спиридоновка, 36, корпус 3);
- Доходный дом (1911, Сивцев Вражек, 19), выявленный объект культурного наследия[5];
- Доходный дом (1911, Кривоарбатский переулок, 13);
- Доходный дом А. Г. Страховой (1911—1913, Всеволжский (?) переулок, 3);
- Особняк И. М. Мануйлова (1912, улица Достоевского, 19);
- Доходный дом Духовской (1912, Барыковский переулок, 5);
- Доходный дом П. П. Зайченко (1912, Кривоарбатский переулок, 11);
- Доходный дом Ф. С. Зябкина (1912—1913, Второй Обыденский переулок, 12);
- Доходный дом Е. Д. Зайченко (1912—1913, Первый Колобовский переулок, 11);
- Доходный дом (1913, Первый Обыденский переулок, 9)
- Доходный дом М. А. Страхова (1913, улица Щепкина, 8);
- Доходный дом (1913, Долгоруковская улица, 38);
- Доходный дом С. М. Казарновского (1913—1914, Чистый переулок, 8);
- Доходный дом (1913—1914, Остоженка, 40);
- Проект доходного дома Ф. С. Зябкина (1914, Второй Обыденский переулок), не осуществлён (?);
- Клиника доктора П. Д. Соловово (Родильный дом им. Грауэрмана) (1914, Новый Арбат, 7), выявленный объект культурного наследия[5];
- Проект доходного дома М. А. Германовой (1914, Спиридоновка), не осуществлён;
- Доходный дом Г. Е. Бройдо (1914, Пожарский переулок, 8);
- Доходный дом (1914—1917, Сретенский бульвар, 9);
- Доходный дом М. А. Мальцева (1915, Новая Басманная улица, 31, строение 2);
- Доходный дом купца Ф. И. Афремова (1910-е, Садовая-Спасская улица, 19, строение 2), объект культурного наследия регионального значения[5].

## Галерея построек
- Новая Басманная, 28
- Пречистенка, 9
- Мерзляковский, 11
- Малый Могильцевский, 4
- Плотников, 4/5. Маскарон над подъездом
- Плотников, 4/5. Третий справа - шарж на Н. В. Гоголя
- Остоженка, 20
- Остоженка, 40

### Сноски
1. ↑  Здесь и далее проекты и постройки даны в хронологическом порядке по М. В. Нащокиной, с необходимыми дополнениями и уточнениями.